# Amaranthus powellii
El blet (Amaranthus powellii), és una espècie de planta dicotiledònia de la família de les amarantàcies, originària d'Amèrica del Nord. És una planta herbàcia anual que creix a erms i conreus. És una mala herba del cultius, sobretot de blat de moro i soja, de la qual de les poblacions resistents a certs herbicides han aparegut des de finals dels anys 1970 tant a Amèrica del Nord com a Europa.

## Morfologia
A. powellii és una planta herbàcia anual monoica, generalment glabre sota la inflorescència, podent arribar a 1 m d'alt (fins i tot 1,5 m), a les tiges habitualment aixecades, verdes o de vegades porpra vermellosa, prou ramificada. Les fulles, alternes, tenen un pecíol sensiblement tan llarg com el limbe. El limbe foliar, amb marge enter, de forma ovato-romboide a lanceolat, fet 4 a 8 cm de longitud sobre 2 a 3 cm d'ampla,.
Les inflorescències solen ser terminals i consten de punxes, terminals o axil·lars, erectes i rígides, de fins a 15 cm de llarg, de color verd platejat, de vegades tenyides de vermell. Aquestes espigues subdividides per diverses bràctees lineals-lanceolades de 2,5 a 5 mm de longitud, agrupen nombroses flors femenines (pistil·lades) i masculines (estamenades). Les flors pistil·lades tenen de 3 a 5 tèpals (o sèpals) desiguals, els tèpals exteriors són gairebé el·líptics, d’1,5 a 3,5 mm, l'estil té tres estigmes, les flors estamenades s'agrupen al final de les ramificacions de la inflorescència, tenen de 3 a 5 tèpals i 3. Els fruits secs estams són utricles subglobosos o ovoides comprimits, de 2 a 3 mm, amb dehiscència circumsèssil regularment, cadascun contenint una sola llavor. Les llavors són llises, brillants, negres, amb forma entre subgloboses i lenticular, tenen d’1,4 mm de diàmetre de 4 mm.

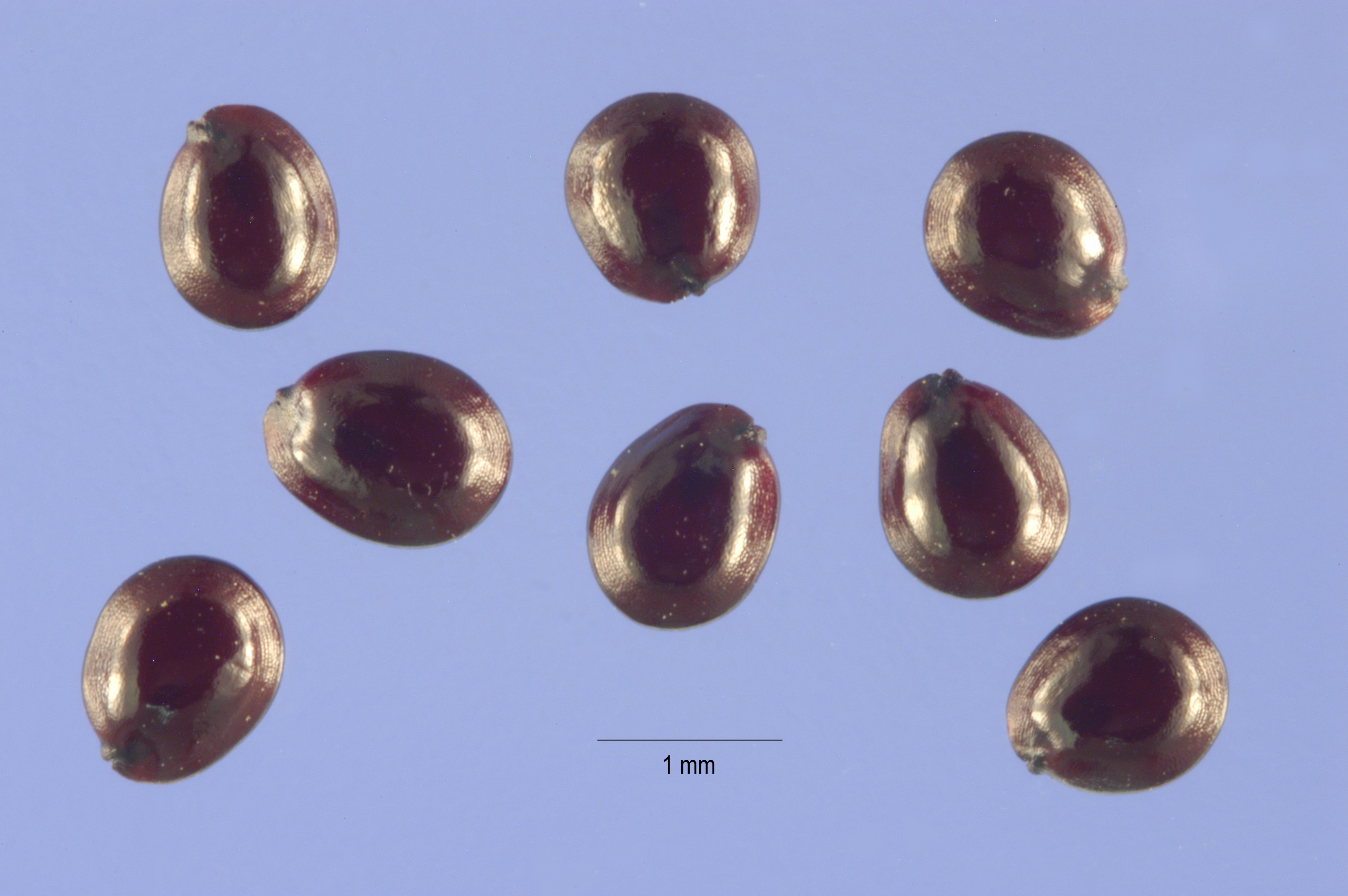
Llavors
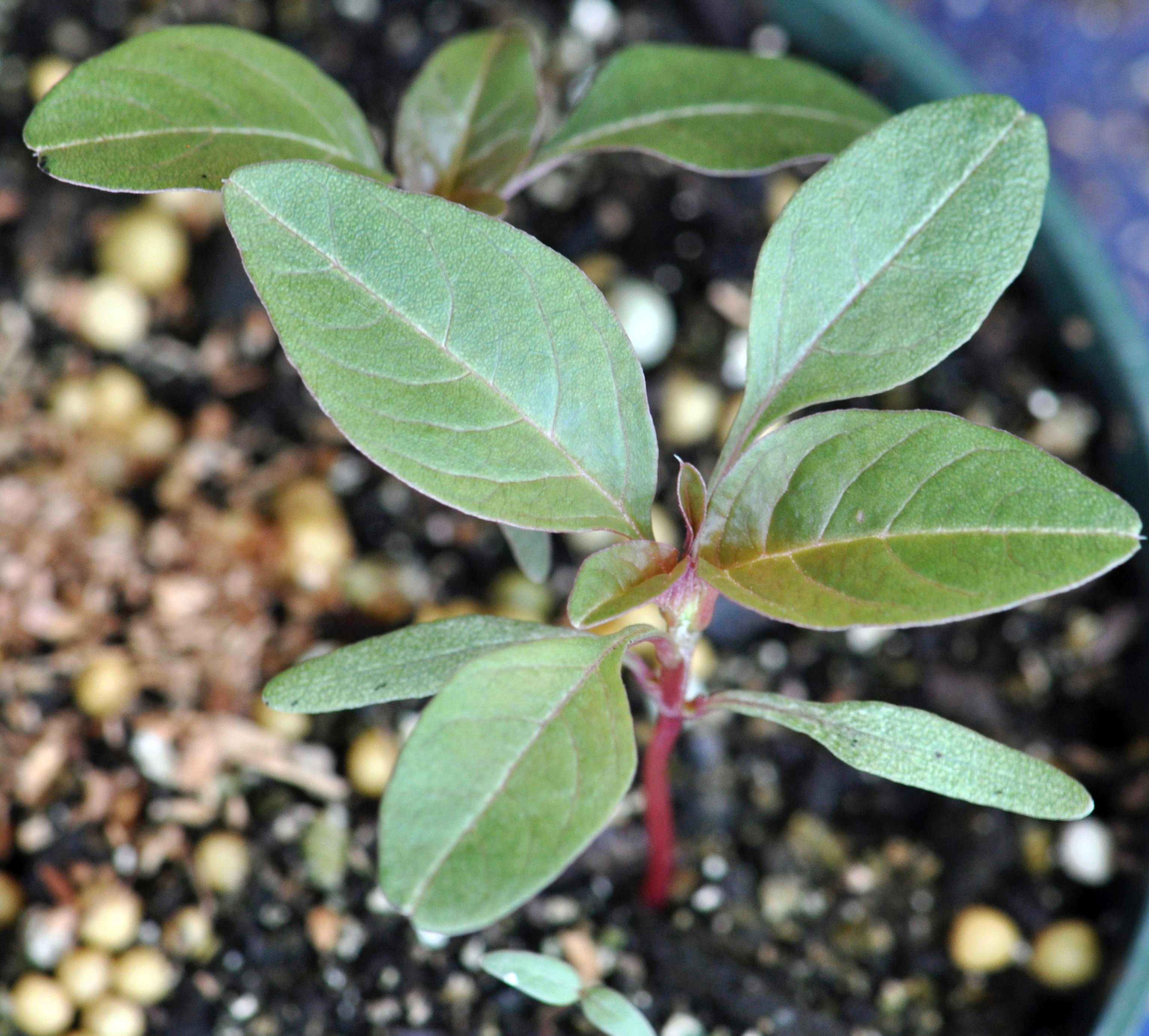
Plàntula
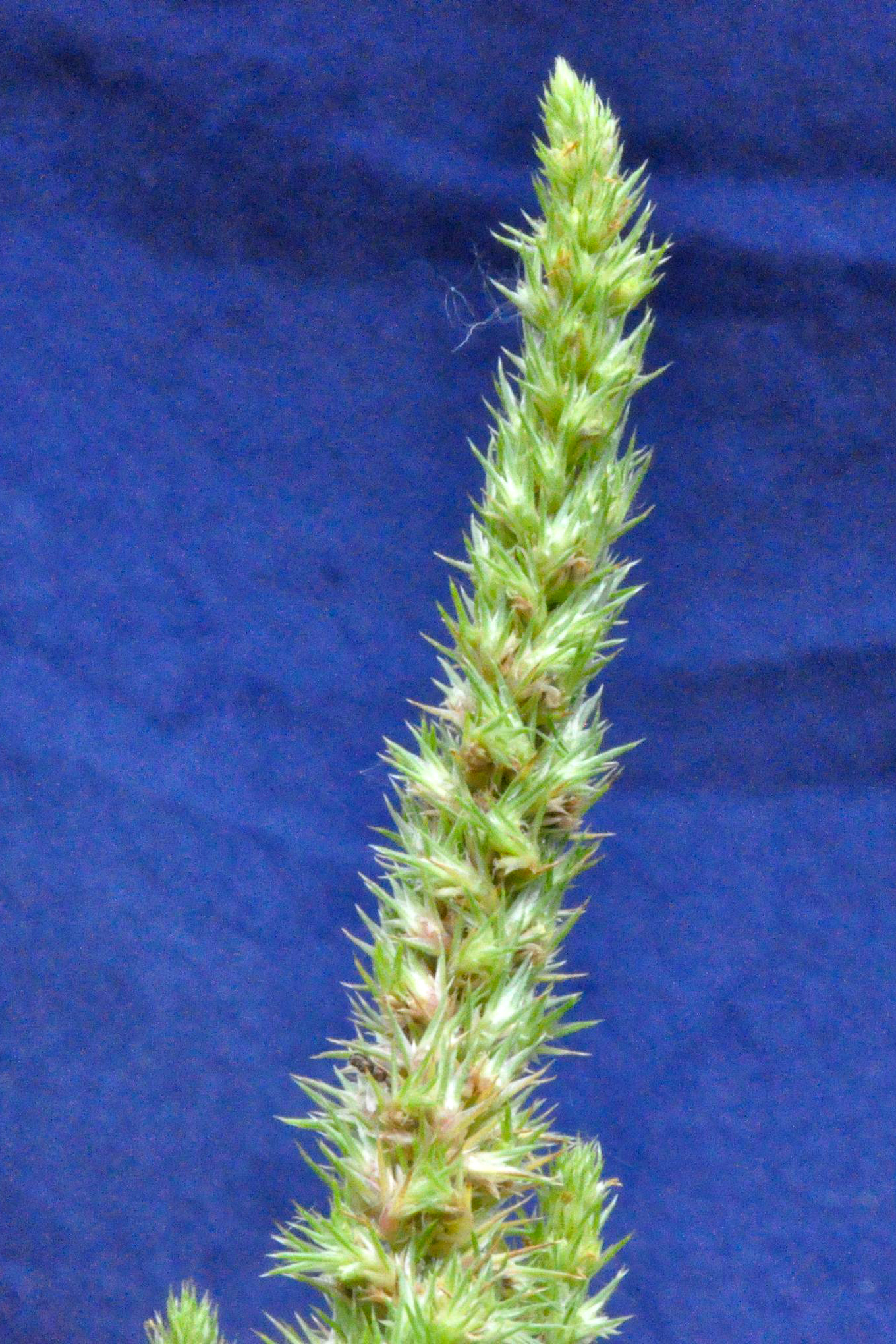
Inflorescència
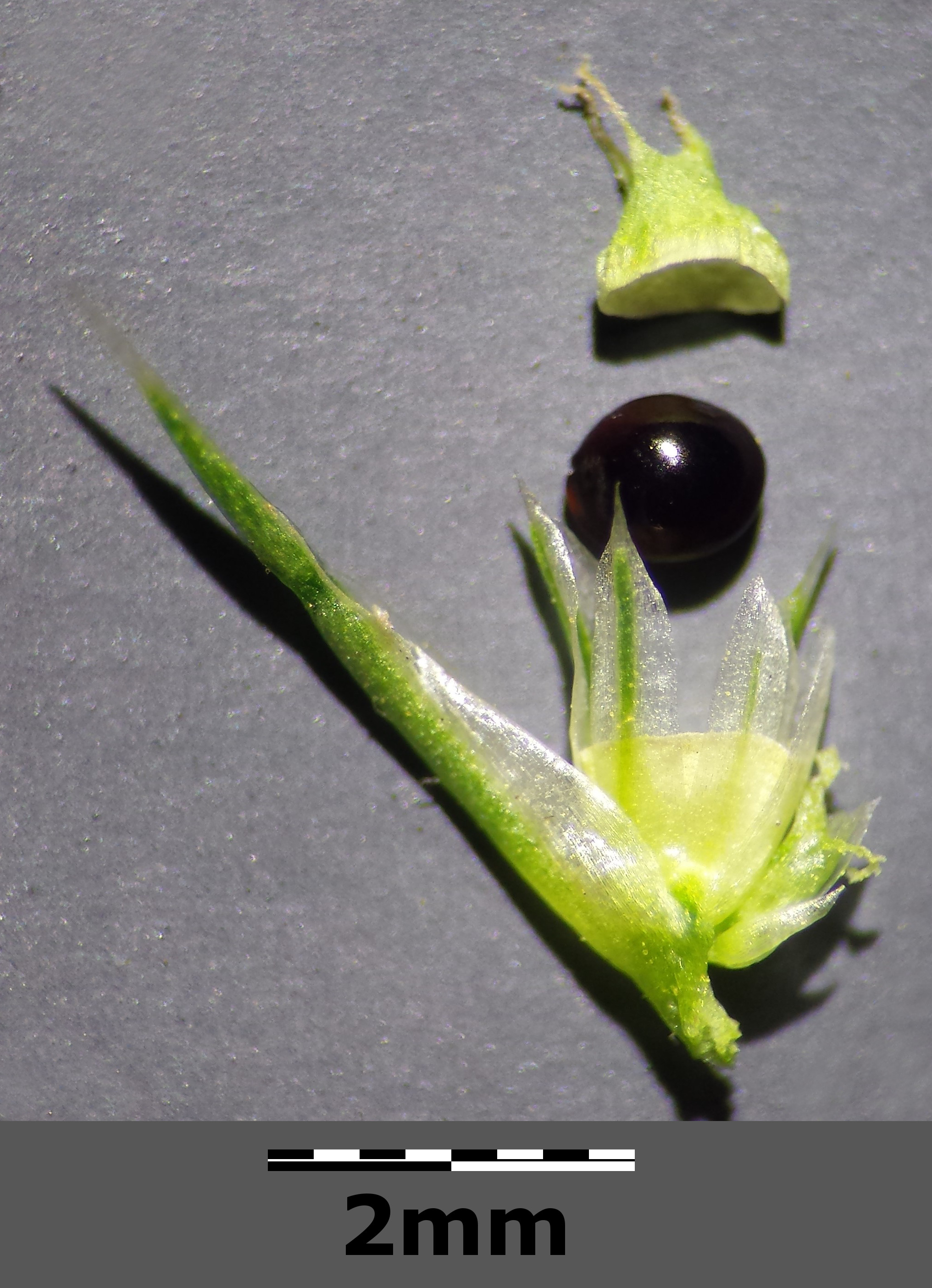
Fruit obert i llavor

## Distribució
L'àrea de distribució original d’Amaranthus powellii comprèn el sud-oest dels Estats Units i les regions limítrofes de Mèxic. L'espècie s'ha difós a la quasi totalitat de les regions temperades d'Amèrica del Nord, i ha estat introduïda a al Vell Món. Tanmateix la seva distribució real és probablement menystinguda, perquè l'espècie ha estat sovint confosa a la literatura amb Amaranthus hybridus. A. powellii és igualment present a Austràlia Occidental.

## Taxonomia
Sinònims
Segons Flora of Eastern Washington and Adjacent Idaho:
- Amaranthus bracteosus Uline & W. L. Bray
- Amaranthus powellii S. Watson ssp. bouchonii (Thell.) Costea & Carretero
- Amaranthus powellii S. Watson ssp. powellii
- Atriplex retroflexus L. var. powellii (S. Watson) B. Boivin

Subespècies
Segons Catalogue of Life:
- A. powellii subsp. bouchonii (Thell.) Costea & Carretero
- A. powellii subsp. powellii

Segons NCBI:
- A. powellii subsp. bouchonii
- A. powellii subsp. powellii

Segons The Plant List:
- A. powellii subsp. bouchonii (Thell.) Costea & Carretero

Segons Tropicos:
- A. powellii subsp. bouchonii (Thell.) Costea & Carretero
- A. powellii subsp. cacciatoi (Aellen & Cacciato) Iamonico

## Resistència als herbicides
Des de 1977 s'han descrit onze poblacions d'Amaranthus powellii resistents a herbicides a diversos països europeus i d'Amèrica del Nord (Canadà, Estats Units, França, República Txeca, Suïssa). Els herbicides interessants pertanyen als grups B (inhibidors del acetolactat sintasa), C1 i C2 (inhibidors de la fotosíntesi al nivell del fotosistema II) de la classificació HRAC d'herbicides. En tres casos, es tractava de resistència múltiple implicant dos modes d'acció.